# كأس جبل طارق لكرة القدم 2017
كأس جبل طارق لكرة القدم 2017 (بالإنجليزية: 2017 Rock Cup)‏ هو الموسم 55 من كأس جبل طارق لكرة القدم. أشرف على تنظيمه اتحاد جبل طارق لكرة القدم، وكان عدد الأندية المشاركة فيه 19، وفاز فيه نادي أوروبا.

## النهائي
| 28 مايو 2017 | نادي أوروبا                       | 3–0 | نادي لينكولن ريد إيمبس | ملعب فيكتوريا (جبل طارق) |
| 19:00        | * Álex Quillo 19' - Kike 57'، 68' |     |                        | الحكم: Jason Barcelo     |